# Limnophora argyrofrons
Limnophora argyrofrons är en tvåvingeart som beskrevs av Shinonaga 2005. Limnophora argyrofrons ingår i släktet Limnophora och familjen husflugor. Inga underarter finns listade i Catalogue of Life.